# خوزه اچاری
خوزه آچاری (اسپانیایی: José Acciari‎؛ زادهٔ ۲۹ نوامبر ۱۹۷۸) بازیکن فوتبال اهل آرژانتین است.

## باشگاهی
از باشگاه‌هایی که در آن بازی کرده‌است می‌توان به باشگاه فوتبال بانفیلد، باشگاه فوتبال ژیرونا، باشگاه فوتبال کوردوبا، باشگاه فوتبال استودیانتس، باشگاه فوتبال الچه و باشگاه فوتبال رئال مورسیا اشاره کرد.